# One Kill Wonder
One Kill Wonder este cel de al treilea album de studio al formației suedeze de  Death metal/Thrash metal The Haunted. 
"D.O.A." este singura melodie de pe album care a servit ca și single. A fost acompaniată de un videoclip foarte violent care i-a adus puțin timp de difuzare datorită garficii explicite. Este disponibilă de descărcat de pe jocul video Rock Band.
Este ultimul album cu Marco Aro în trupă.

## Melodi
- 1."Privation of Faith Inc. (Intro)" – 1:51
- 2."Godpuppet" – 1:59
- 3."Shadow World" – 3:40
- 4."Everlasting" – 3:08
- 5."D.O.A." – 4:21
- 6."Demon Eyes" – 4:38
- 7."Urban Predator" – 3:14
- 8."Downward Spiral" – 4:21
- 9."Shithead" – 3:52
- 10."Bloodletting" – 4:08
- 11."One Kill Wonder" – 2:59
- 12."Well of Souls" – 4:43 (bonus track pentru Japonia, un cover al celor de la Candlemass)

Varianta britanică și re-lansarea din 2004 au 3 melodi în plus, numite: "Creed" (3:34), "Ritual" (3:35), și "Well of Souls" (4:43).

## Credite
- Marco Aro - Vocal
- Anders Björler - Chitară solo
- Patrik Jensen - Chitară ritmică
- Jonas Björler - Bas
- Per Möller Jensen - Tobe

### Invitați
- Michael Amott - Chitară solo pe "Bloodletting"